# Guinee op de Olympische Zomerspelen 1980
Guinee nam deel aan de Olympische Spelen tijdens de Olympische Zomerspelen 1980 in Moskou, Sovjet-Unie. Het land won net zoals hun vorige deelname geen medailles.

## Deelnemers en resultaten

### Atletiek
| Olympiër        | Discipline | Resultaat | Prestatie              |
| --------------- | ---------- | --------- | ---------------------- |
| Paul Haba       | 100m (m)   | 56e       | serie 8: 6de in 11,19  |
| Paul Haba       | 200m (m)   | 50e       | serie 3: 7de in 22,70  |
| Mohamed Diakité | 400m (m)   | 40e       | serie 4: 6de in 49,59  |
| Sekou Camara    | 800m (m)   | 37e       | serie 6: 6de in 1.58,9 |

### Boksen
| Olympiër           | Discipline | Resultaat | Prestatie                                       |
| ------------------ | ---------- | --------- | ----------------------------------------------- |
| Barry Aguibou      | -51kg (m)  | DSQ       | 1ste ronde: V van ETH Sherif: gediskwalificeerd |
| Samba Jacob Diallo | -54kg (m)  | 17e       | 1ste ronde: V van IND Manoharan: 1-4            |
| Mbemba Camara      | -71kg (m)  | 17e       | 1ste ronde: V van BRA de Jesus: 0-5             |

### Judo
| Olympiër         | Discipline | Resultaat | Prestatie                                    |
| ---------------- | ---------- | --------- | -------------------------------------------- |
| Ibrahim Camara   | -60kg (m)  | 19e       | 1ste ronde: V van TCH Petřikov               |
| Mamadou Diallo   | -65kg (m)  | 13e       | 1ste ronde: vrij 2de ronde: V van SEN Sambou |
| Abdoulaye Diallo | -71kg (m)  | 19e       | 1ste ronde: V van MGL Davaadalai             |

Afghanistan · Algerije · Andorra · Angola · Australië · België · Benin · Birma · Botswana · Brazilië · Bulgarije · Colombia · Congo-Brazzaville · Costa Rica · Cuba · Cyprus · Denemarken · Dominicaanse Republiek · Duitse Democratische Republiek · Ecuador · Ethiopië · Finland · Frankrijk · Griekenland · Groot-Brittannië · Guatemala · Guinee · Guyana · Hongarije · Ierland · IJsland · India · Irak · Italië · Jamaica · Joegoslavië · Jordanië · Kameroen · Koeweit · Laos · Lesotho · Libanon · Liberia · Libië · Luxemburg · Madagaskar · Mali · Malta · Mexico · Mongolië · Mozambique · Nederland · Nepal · Nicaragua · Nieuw-Zeeland · Nigeria · Noord-Korea · Oeganda · Oostenrijk · Peru · Polen · Portugal · Puerto Rico · Roemenië · San Marino · Senegal · Seychellen · Sierra Leone · Sovjet-Unie · Spanje · Sri Lanka · Syrië · Tanzania · Trinidad en Tobago · Tsjecho-Slowakije · Venezuela · Vietnam · Zambia · Zimbabwe · Zweden · Zwitserland